# 佐々木更三
佐々木 更三（ささき こうぞう、1900年〈明治33年〉5月25日 - 1985年〈昭和60年〉12月24日）は、日本の政治家。日本社会党副委員長、委員長を歴任した。

## 来歴・人物

### 生い立ち
宮城県本吉郡（現在の登米市津山町柳津石貝）に農民の子として生まれる。両親が家出をしているときに出来た子どもだったため、11歳になるまで戸籍に登載されず、小学校教育も十分に受けることは出来なかった。若いころは炭焼きなど、故郷で重労働に従事した。1924年（大正13年）、一念発起して、仙台市に出て、製糸工場の臨時人夫をして金をため、東京に出る。その後、苦学しながら日本大学専門部政治科を卒業した。
1928年（昭和3年）、勤務先の自転車会社でストライキを指導して解雇される。以後は労働運動や農民運動に奔走し、東京や郷里の宮城県で多くの労働争議や小作争議を指導したため、度々警察に検挙された。1937年（昭和12年）、仙台市市議会議員に当選するが、翌年、人民戦線事件に連座し逮捕され、市議会議員の地位を失う。その後は、古本屋の経営や燃料会社への勤務で生活を支えるが、皮肉にも、このときが、最も経済的に安定した時代であったという。

### 日本社会党への参加

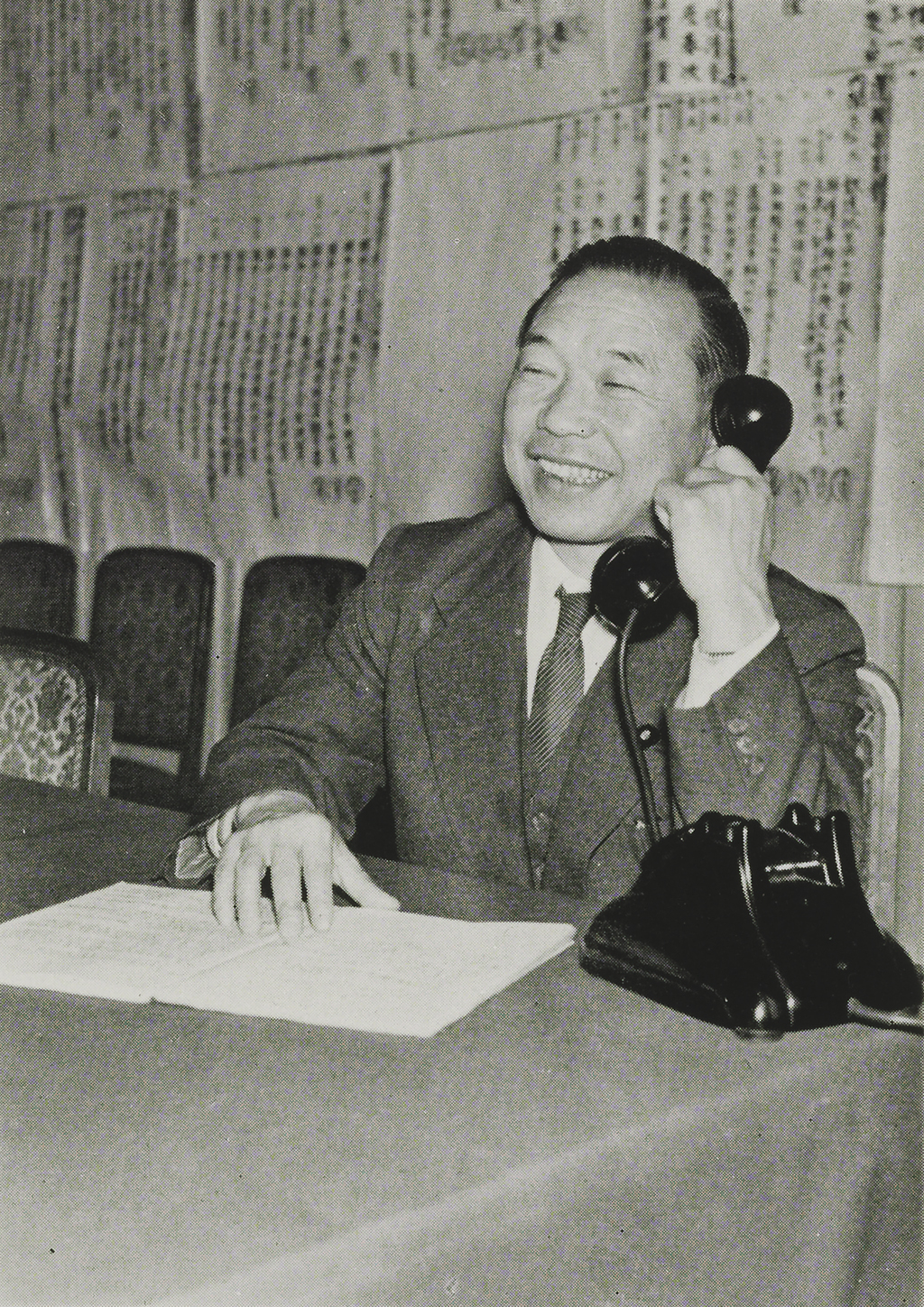
1950年代

1945年（昭和20年）、日本社会党が結成されると佐々木もそれに参画し、宮城県連の結成に力を注いだ。1946年（昭和21年）、岡崎栄松、金森誠之、佐々木家寿治らが立候補し、初の公選で行われた仙台市長選に立候補するが、落選した。また、同年の総選挙でも落選したが、1947年（昭和22年）総選挙で初当選した。社会党では左派に属し、鈴木茂三郎の懐刀として活躍し鈴木派の重鎮となる。1955年（昭和30年）の左右統一の際には、左派社会党の代表として、左右統一に尽力し統一社会党の選挙対策委員長に就任したが、統一に反対する社会主義協会や和田博雄派とは疎遠となった。
1960年（昭和35年）、鈴木が委員長を辞任し浅沼稲次郎書記長が委員長に昇格すると、鈴木派から後継書記長に推されたが、河上派や和田派から異論が出たため、自分より政治家としてのキャリアが浅い江田三郎に書記長の座を譲った。しかし、江田がテレビを通じて、マスコミの寵児となると、佐々木は江田をマスコミ受けを狙いすぎるとして批判した。さらに、江田が構造改革論を唱えると、疎遠となっていた社会主義協会と組んで江田の追い落としに乗り出した。1962年（昭和37年）の第21回大会では、江田と書記長の座を争うが、敗れる。しかしその後も江田派に対する攻撃の手をゆるめず、江田派との間で熾烈な派閥抗争を繰り広げた。

### 社会党委員長として

1967年の東京都知事選挙。左から佐々木、市川房枝、候補者の美濃部亮吉、野坂参三。

1964年（昭和39年）、浅沼暗殺後に就任した河上丈太郎委員長の下で導入された中央執行副委員長に和田博雄と共に就任する。1965年（昭和40年）、河上委員長が病気を理由に委員長の辞任を表明すると、和田が委員長を辞退したため、同年5月6日に開催された社会党臨時大会で佐々木が委員長に選出された。佐々木は委員長就任演説で「アメリカ帝国主義は世界人類の敵」と述べて、反米色をあらわにした。それまでの社会党委員長はインテリ出身者が多く、そのため、庶民的な佐々木は社会党の支持者から人気を集めないと言われたが、意外にも彼のズーズー弁が有権者に受けて、マスコミへの露出も多くなっていった。すると江田に対する批判を忘れたかのように、マスコミに嬉々として登場するなど言動に一貫性のないところを見せた。
1967年（昭和42年）1月の総選挙では、議員定数が増加したにもかかわらず社会党は議席数を減らした。さらに健康保険特例法の取り扱いをめぐって若手議員の突き上げを受けて、同年8月19日、委員長の辞任を余儀なくされた。その後も江田の委員長や書記長就任を執拗に妨害し続けて、自分の派閥内での人望を失ったとされる。山本幸一や楢崎弥之助のように佐々木の下を去る政治家も現われるようになった。

### 晩年
社会主義協会の勢力が拡大して佐々木派を侵食し、さらに親ソ派の社会主義協会と親中派の佐々木との対立が激しくなると、1974年（昭和49年）、佐々木は突如としてこれまで激しく争ってきた江田と和解し、勝間田清一元委員長、三宅正一副委員長らと7人委員会を結成した。そして、社会主義協会との対決姿勢を明確にした。1975年（昭和50年）、『社会主義的・的政権』を著し、社会党政権樹立後も急激に既存の社会のあり方を変える必要がないことを訴えて、現実主義的な姿勢を示した。
1976年（昭和51年）総選挙では世代交代の波に飲みこまれ落選し、政界を引退した。1977年（昭和52年）の第40回大会では中国との友好を訴えたが、社会主義協会系の代議員からさかんに野次をとばされ、激昂する一場面もあった。政界では親中派として知られ、1972年（昭和47年）田中角栄首相の依頼で成田知巳委員長、公明党の竹入義勝委員長らと中華人民共和国と極秘折衝し日中国交正常化に貢献している。
1978年（昭和53年）にはカンボジアを訪れた。その後、カンボジアでは共産主義者による虐殺行為などは行われていないという旨の発言をなし、カンボジアでの虐殺は悪意ある宣伝だと主張していた。
1985年（昭和60年）12月24日死去。85歳没。

## 評価
1960年代から1970年代にかけて、派閥意識をむき出しにして、執拗に江田三郎と江田派を攻撃したが、この無意味な派閥抗争が社会党の基礎体力を奪ったことは否めず、社会党衰退の原因の一つをつくったといえる。また思想政策においても西欧型社会民主主義を提唱した江田ビジョンを葬り去りマルクス・レーニン主義に固執する等革新首長の増加などで勢いがあった左派陣営の機運に水を差し社会党を万年野党化させたという批判も根強く、田中元首相も「（佐々木さんが）江田君をつぶした時点で政権交代の目は潰えた。」と回想していたという。党の委員長を目指すより、裏方として大衆的人気のあった江田を支えたほうが佐々木の能力を十分に生かせたのではないかという声もある。

## 成田空港問題との関わり

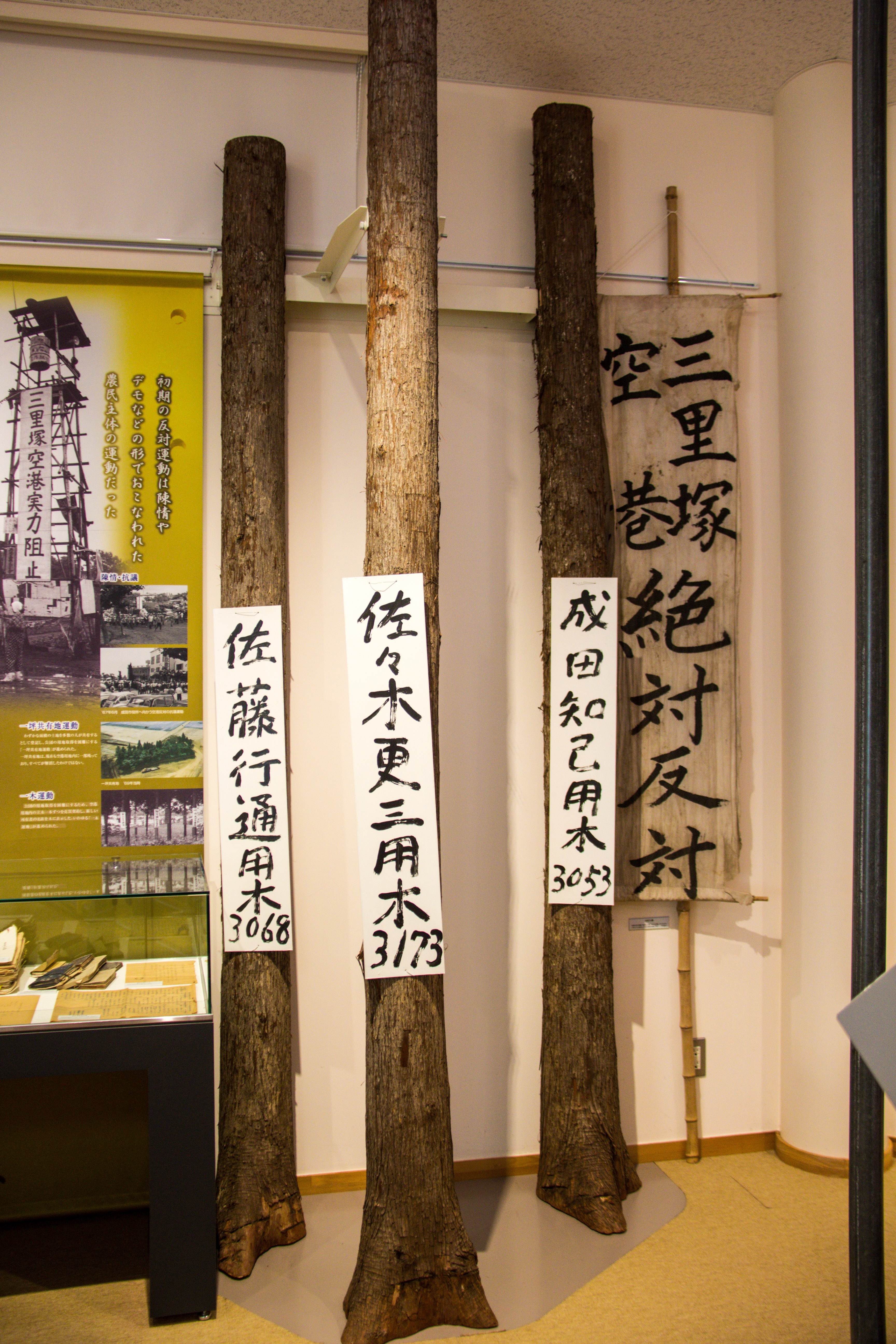
新東京国際空港の反対運動（三里塚闘争）時に用いられた立ち木トラストの明認札（成田空港 空と大地の歴史館）
明認札には佐藤行通、佐々木更三、成田知巳の名がある

委員長在任中に三里塚闘争が発生し、闘争初期においては社会党が反対運動の指導的役割を果たしていたことから、空港建設反対派の立木トラストに名義貸しをしていた。
また、佐々木自身も1966年11月29日に現地訪問し、戸村一作ら反対同盟員らに佐藤内閣打倒を訴えるとともに「わたしも東北の百姓の出だから皆様の気持ちはようくわかります」「（一坪）共有地運動を徹底的に進め、絶対に空港建設を阻止しよう」などと東北方言で激励し、党を挙げて反対運動を展開する姿勢を明確にした。
当時の千葉県知事だった友納武人によれば、友納が「この空港問題は、地元にとっては極めて深刻な問題なので、政争の具としないでほしい。国会議員は、国会の中で議論してほしい。政党間の政争を、そのまま地元に持ち込んでは本当に困る。一体あなたは新空港は必要であると思うのか。思うならどこが良いと思うのか」と言ったところ、佐々木は「私は、新空港は必要だと思うが、場所は政府与党でないから、野党は考える必要はない。知事のいうことはもっともだと思うが、今日は私が説得されに来たのではないので…」といって帰ってしまった。
友納は成田空港建設の経緯を振り返り、「政府部内が不統一なもんだから、野党はいい種ができたと政争の具に供したんですね。中央の政党が千葉まであおりに来るんですから。いまの成田空港に難くせつけてみたって、一時間以内の距離のところといえばあそこしかないんです。野党だからと言って、なんでも反対してればいいんだ、与党ではないから代案も考える必要はないんだ、というのは無責任な態度ですよね。諸外国にもそんな無責任な党はありませんよ。みんな国家的、ナショナルな問題では統一した考えを持っています」と述べている。
成田空港問題の資料を展示している成田空港 空と大地の歴史館では、佐々木の名前が記された立木トラストの明認札が展示されている。